# فک حلقه‌دار
فک حلقه‌دار (نام علمی: Pusa hispida) نام یک گونه از سرده فک‌های خزرقطبی است.